# Rochester New York FC
Der Rochester New York FC (1996–2008 Rochester Raging Rhinos, 2008–2021 Rochester Rhinos) war ein Franchise der MLS Next Pro aus Rochester, New York. Bis 2009 spielte das Team in der USL A-League bzw. in der USL First Division. Von 2011 bis 2017 trat die Mannschaft in der USL Pro bzw. USL an. Zu den größten Erfolgen zählt der Gewinn des US Open Cups 1999 und der Gewinn der United Soccer League 2015. Nach vier Jahren ohne Spielbetrieb trat das Franchise zur Saison 2022 der neugegründeten MLS Next Pro bei und erhielt seinen heutigen Namen. Nach einer Spielzeit wurde das Team jedoch wieder aufgelöst.

## Geschichte

### Bis
Die Mannschaft gründete sich 1996 und spielte zu der Zeit unter dem Namen Rochester Raging Rhinos in der A-League. Gleich in der ersten Saison erreichten die Rhinos sowohl das Finale der Play-offs, als auch das Endspiel um den US Open Cup. Im letzten Finale der A-League unterlag die Mannschaft gegen die Seattle Sounders. Im Pokal war D.C. United die bessere Mannschaft.
1997 fusionierte die A-League mit der United Soccer Leagues. Daraus entstand die USL A-League, die später in USL First Division umbenannt wurde. Die Rhinos konnten an ihre guten Leistungen in der ersten Saison anknüpfen und gehörten in den kommenden Jahren zu den besten Mannschaften der USL. Im US Open Cup waren sie ebenso erfolgreich. 1999 wurde die Mannschaft Pokalsieger, damit sind die Rhinos seit 1996 die einzige Mannschaft die nicht in der Major League Soccer spielt, die dieses schaffen konnte.
Die Saison 2010 spielte die Mannschaft in der USSF Division 2 Professional League. Seit 2011 sind die Rochester Rhinos Teil der USL Pro.
Am 28. Januar 2013 wurde bekannt, dass die Rhinos offizieller USL Pro Partner des MLS Franchises New England Revolution werden.
In der Saison 2013 konnte man sich zum ersten Mal seit der Gründung der Mannschaft nicht für die Play-offs qualifizieren. Nach der Saison 2017 stellte das Franchise den Spielbetrieb ein.

### Seit 2021
Im Juni 2021 erwarb Jamie Vardy Anteile am Franchise. Zur Saison 2022 wurde das Team in Rochester New York FC umbenannt und trat der neugegründeten MLS Next Pro bei. Dort ist es das einzig unabhängige Franchise, das nicht als Farmteam für ein Team der Major League Soccer agiert.

## Stadion

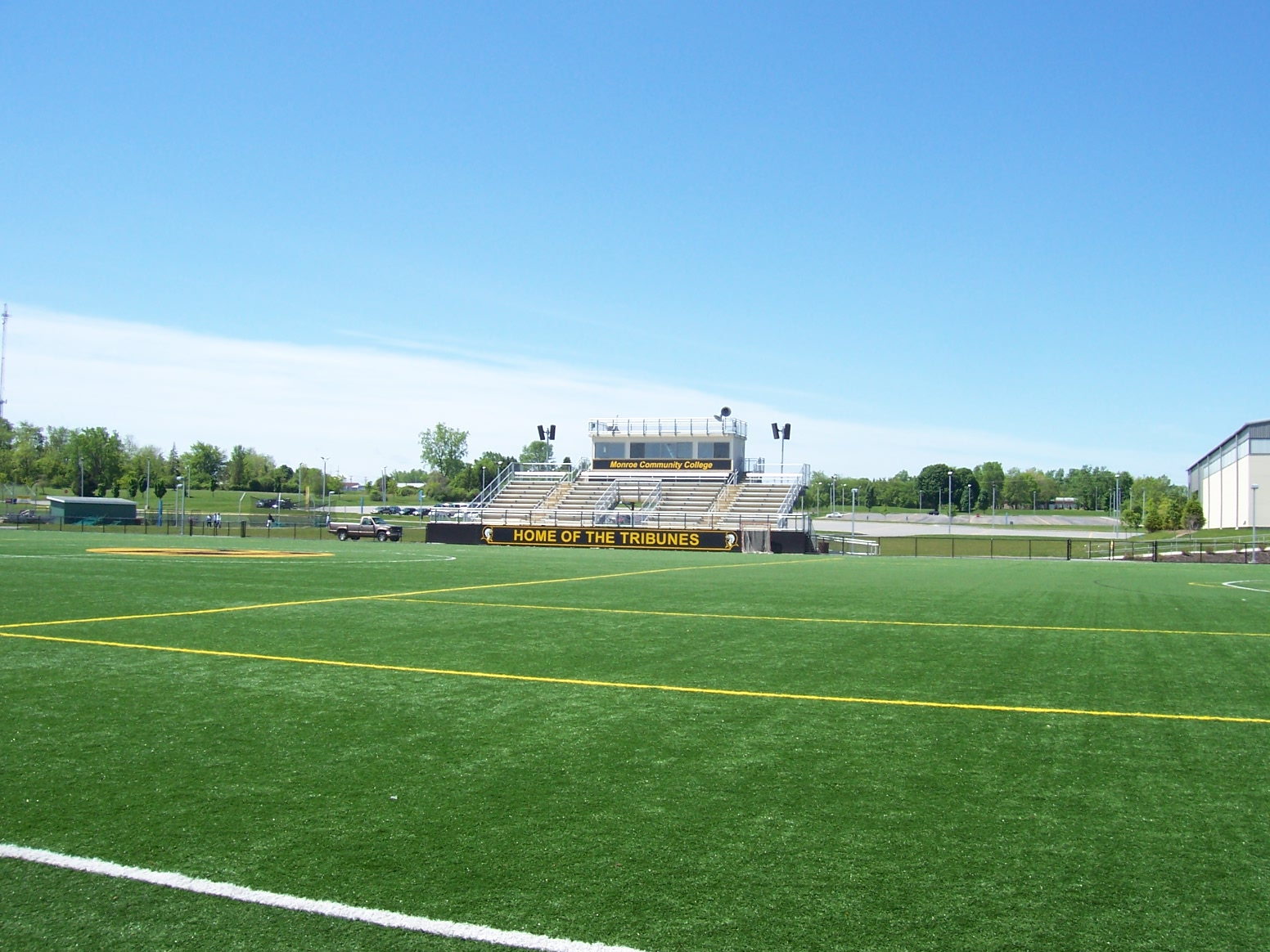
John L. DiMarco Field

- Fauver Stadium; Rochester, New York (1996)
- Frontier Field; Rochester, New York (1996–2005)
- Capelli Sport Stadium; Rochester, New York (2006–2017)
- John L. DiMarco Field; Brighton, New York (seit 2022)

Von 2006 bis 2017 spielten die Rhinos im Capelli Sport Stadium (ehem. PAETEC Park), einem fußballspezifischen Stadion. Das Stadion umfasst 13.768 Sitzplätze. Vor der Fertigstellung des Capelli Sport Stadium spielte die Mannschaft im Frontier Field. Heute nutzt die Mannschaft das John L. DiMarco Field des Monroe Community College in Brighton mit 1500 Plätzen.

### Trainerstab
- Bob Lilley – Trainer

## Bekannte Spieler
- Kristian Nicht (2012–2013)

## Erfolge
- United Soccer League
  - Regular Season Sieger (1): 2015
  - USL Play-offs Gewinner (1): 2015
- USSF Division 2 Professional League[6]
  - Regular Season Sieger (1): 2010
  - Sieger, USL Conference (1): 2010
- USL A-League
  - Sieger (3): 1998, 2000, 2001
  - Northeast Division Sieger (3): 1998, 1999, 2002
- U.S. Open Cup
  - Sieger (1): 1999

## Statistik

### Saisonstatistik
| Jahr | Liga                | Regular Season      | Play-offs           | Open Cup      | Durch. Zuschauer |
| ---- | ------------------- | ------------------- | ------------------- | ------------- | ---------------- |
| 1996 | A-League            | 4. Platz            | Finale              | Finale        | 9.991            |
| 1997 | USISL A-League      | 2. Platz, Northeast | Division Halbfinale | Achtelfinale  | 10.677           |
| 1998 | USISL A-League      | 1. Platz, Northeast | Sieger              | 3. Runde      | 11.499           |
| 1999 | USL A-League        | 1. Platz, Northeast | Finale              | Sieger        | 11.551           |
| 2000 | USL A-League        | 2. Platz, Northeast | Sieger              | 3. Runde      | 11.628           |
| 2001 | USL A-League        | 2. Platz, Northern  | Sieger              | 2. Runde      | 10.789           |
| 2002 | USL A-League        | 1. Platz, Northeast | Conference-Finale   | 3. Runde      | 10.008           |
| 2003 | USL A-League        | 2. Platz, Northeast | Conference-Finale   | 4. Runde      | 10.169           |
| 2004 | USL A-League        | 4. Platz, Eastern   | Viertelfinale       | Viertelfinale | 10.200           |
| 2005 | USL First Division  | 2. Platz            | Halbfinale          | Viertelfinale | 9.791            |
| 2006 | USL First Division  | 2. Platz            | Finale              | 4. Runde      | 10.110           |
| 2007 | USL First Division  | 5. Platz            | Viertelfinale       | 3. Runde      | 9.705            |
| 2008 | USL First Division  | 4. Platz            | Halbfinale          | 3. Runde      | 8.243            |
| 2009 | USL First Division  | 6. Platz            | Viertelfinale       | Halbfinale    | 6.888            |
| 2010 | USSF D-2 Pro League | 1. Platz, USL       | Viertelfinale       | 3. Runde      | 6.464            |
| 2011 | USL Pro             | 1. Platz, National  | Viertelfinale       | 3. Runde      | 5.339            |
| 2012 | USL Pro             | 2. Platz            | Halbfinale          | 3. Runde      | 6.233            |
| 2013 | USL Pro             | 11. Platz           | nicht qualifiziert  | 3. Runde      | 5.876            |
| 2014 | USL Pro             | 6. Platz            | Viertelfinale       | 5. Runde      | 5.886            |
| 2015 | USL                 | 1. Platz, East      | Sieger              | 4. Runde      | 5.599            |